# Liste des cathédrales de Slovénie
Cet article recense les cathédrales de la Slovénie.

## Liste[1]
- Cathédrale Saint-Daniel à Celje
- Cathédrale de l'Assomption-de-la-Bienheureuse-Vierge-Marie de Koper
- Co-cathédrale du Christ-Sauveur à Nova Gorica
- Cathédrale Saint-Nicolas de Ljubljana à Ljubljana
- Cathédrale Saint-Jean-Baptiste de Maribor
- Cathédrale Saint-Nicolas de Murska Sobota
- Cathédrale Saint-Nicolas de Novo Mesto